# Setaria italica

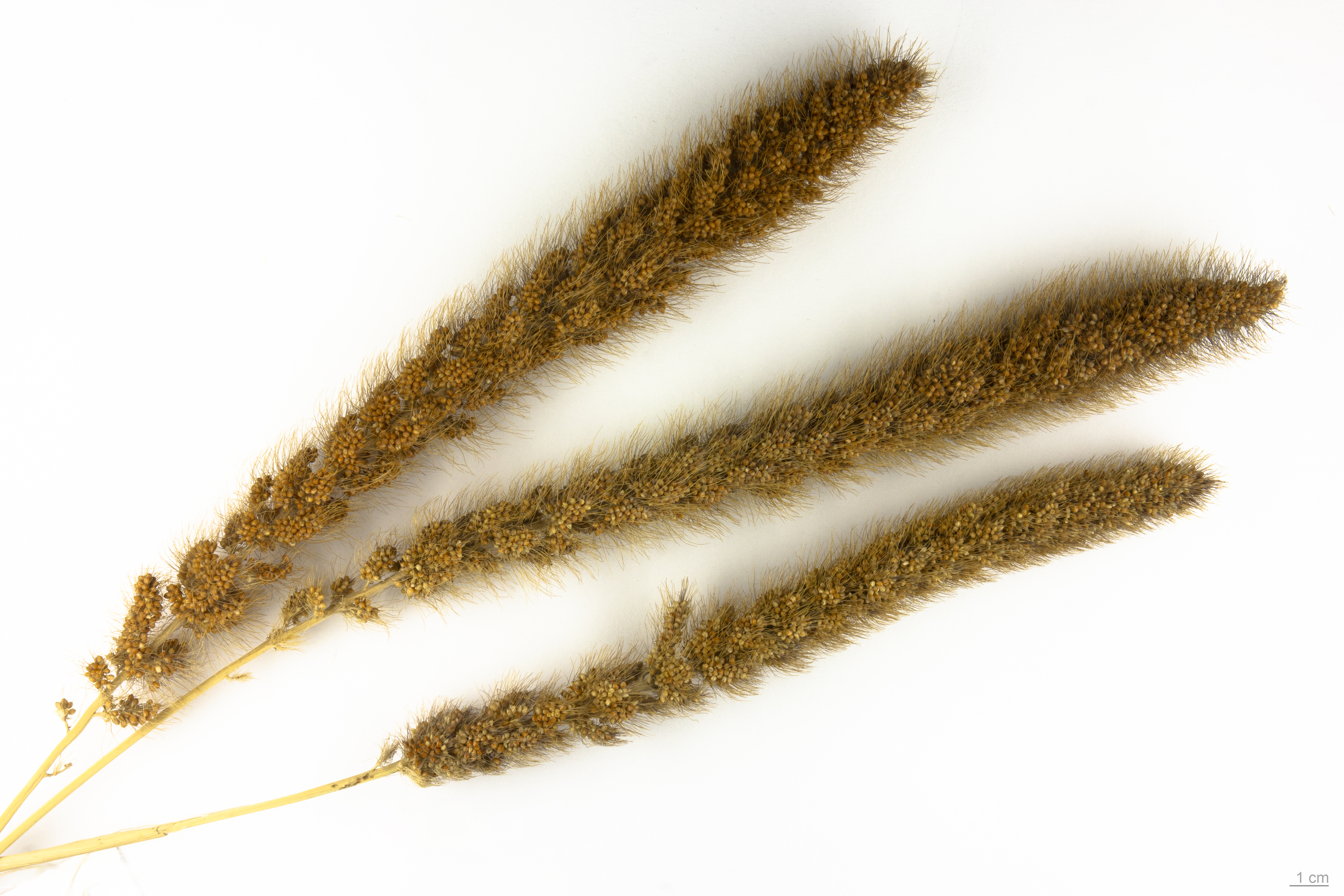
Setaria italica (MHNT)

A Setaria italica, comummente conhecida como painço ou  milho-painço, é uma espécie de planta com flor pertencente à família das Poáceas. 
É uma gramínea tipicamente europeia, embora também seja cultivada em muitas outras regiões, como uma fonte alimentar.

## Descrição
O painço tem talos delgados, verticais e folhados, chegando quase até aos 20 centímetros. As maçarocas são densas e pilosas, com fartas barbas, medindo entre 5 a 30 centímetros, ostentando uma coloração que alterna entre o amarelo e o roixo.  Os grãos têm um diâmetro de 2 milímetros e uma gluma fina, papilosa e facilmente retirável. Tem colmos cujas dimensões variam entre noventa e 150 centímetros de comprimento.
Quanto à sua tipologia fisionómica, trata-se de uma planta terófita, que floresce de Junho a Setembro.

## História e domesticação
A sua antecessora terá sido a Setaria viridis, que é interfértil com o painço. As variantes bravias e invasoras do painço ainda existem. Zohary e Hopf notam que a diferença primacial entre as variantes bravias e as cultivadas é a "(...) a sua biologia de dispersão de grãos. As variantes bravias e invasoras fazem-no por deiscência, ao passo que as cultivadas retêm os grãos." As evidências mais recuadas no tempo do cultivo do painço remontam à cultura Peiligangue da China, que também cultivava o  Panicum miliaceum, embora esta variedade de painço fosse a mais predominante.
O painço chega à Europa posteriormente. Foram encontrados grãos carbonizados, datados do segundo milénio a.C. na Europa Central. Na Idade do Ferro, o painço era a variedade mais importante de milho cultivada nos territórios que se viriam a transformar em Portugal, Espanha e Itália.

## Distribuição
As principais áreas de cultivo situam-se no Norte da China, na Ásia Central, no Afeganistão e na Índia. É amplamente cultivado no Sudeste Asiático, no Sudeste Europeu, na África austral e na Austrália. Na Europa e no continente americano a planta assume particular importância enquanto pascigo de gado.

### Portugal
Trata-se de uma espécie presente no território português, nomeadamente em Portugal Continental, sendo certo que não é uma espécie autóctone.
Em termos de naturalidade é introduzida na região atrás indicada. É cultivada mormente como fonte de alimentação para a indústria dos aviários.

### Ecologia
Medra em courelas e terrenos agricultados. Trata-se duma espécie amplamente cultivada, que pode ocasionalmente crescer braviamente em terrenos sáfaros e na orla de caminhos rurais.

### Protecção
Não se encontra protegida por legislação portuguesa ou da Comunidade Europeia.

## Taxonomia
Setaria italica foi descrita por Carlos Lineu e publicado na obra Essai d'une Nouvelle Agrostographie 51, 170, 178. 1812.

### Etimologia
Do que respeita ao nome científico:
- Quanto ao nome genérico, Setaria, que deriva do latim seta (cerda)[13], aludindo às inflorescências eriçadas, comumente conhecidas como barbas de milho.[4]

- Quanto ao epíteto específico, italica, substantivo latino que significa "da Italia".[14]

Quanto ao nomes comum, «painço», este vem do latim paniciu, que por seu turno provém do étimo latino pānĭcium, «pão».

### Sinonímia
- Alopecurus caudatus Thunb.
- Chaetochloa germanica (Mill.) Smyth
- Chaetochloa italica (L.) Scribn.
- Chamaeraphis italica (L.) Kuntze
- Echinochloa erythrosperma Roem. & Schult.
- Echinochloa intermedia Roem. & Schult.
- Ixophorus italicus (L.) Nash
- Oplismenus intermedius (Hornem.) Kunth
- Panicum aegyptiacum Roem. & Schult.
- Panicum asiaticum Schult. & Schult.f.
- Panicum chinense Trin.
- Panicum compactum Kit.
- Panicum elongatum Salisb.
- Panicum erythrospermum Vahl ex Hornem.
- Panicum germanicum Mill.
- Panicum germanicum Willd.
- Panicum globulare (J.Presl) Steud.
- Panicum glomeratum Moench
- Panicum intermedium Vahl ex Hornem.
- Panicum italicum L.
- Panicum itieri (Delile) Steud.
- Panicum macrochaetum (Jacq.) Link
- Panicum maritimum Lam.
- Panicum melfrugum Schult. & Schult.f.
- Panicum miliaceum Blanco
- Panicum moharicum (Alef.) E.H.L.Krause
- Panicum panis (Jess.) Jess.
- Panicum pumilum Link
- Panicum serotinum Trin.
- Panicum setaceum Trin.
- Panicum setosum Trin.
- Panicum sibiricum Roem. & Schult.
- Panicum verticillatum var. majus Thunb.
- Panicum viride subsp. italicum (L.) Asch. & Graebn.
- Panicum viride var. italicum (L.) Backer
- Panicum vulgare Wallr.
- Paspalum germanicum (Mill.) Baumg.
- Penicillaria italica (L.) Oken
- Pennisetum erythrospermum (Vahl ex Hornem.) Jacq.
- Pennisetum germanicum (Mill.) Baumg.
- Pennisetum italicum (L.) R.Br.
- Pennisetum macrochaetum J.Jacq.
- Setaria asiatica Rchb.
- Setaria californica Kellogg
- Setaria compacta Schur
- Setaria erythrosperma (Vahl ex-Hornem.) Spreng.
- Setaria erythrosperma Hornem. ex-Rchb.
- Setaria flavida Hornem. ex Rchb.
- Setaria germanica (Mill.) P.Beauv.
- Setaria globulare J. Presl
- Setaria globularis J.Presl
- Setaria itieri Delile
- Setaria japonica Pynaert
- Setaria macrochaeta (Jacq.) Schult.
- Setaria maritima (Lam.) Roem. & Schult.
- Setaria melinis Link ex Steud.
- Setaria moharica Menabde & Erizin
- Setaria multiseta Dumort.
- Setaria pachystachya Borbás
- Setaria panis Jess.
- Setaria persica Rchb.
- Setaria violacea Hornem. ex Rchb.
- Setaria viridis subsp. italica (L.) Briq
- Setariopsis italica (L.) Samp.[16][17]